# Russell Webb
Russell „Russ“ Irving Webb (* 1. Juni 1945 in Los Angeles, Kalifornien) ist ein ehemaliger Schwimmer und Wasserballspieler aus den Vereinigten Staaten. Bei den Panamerikanischen Spielen 1967 gewann er als Schwimmer eine Gold- und eine Silbermedaille. Mit dem Team der Vereinigten Staaten erkämpfte er bei den Olympischen Spielen 1972 die olympische Bronzemedaille im Wasserball.

## Karriere
Bei den Panamerikanischen Spielen 1967 in Winnipeg siegte der Brasilianer José Sylvio Fiolo über 100 Meter Brust mit 1,61 Sekunden Vorsprung auf Russell Webb. Die 4-mal-100-Meter-Lagenstaffel mit Douglas Russell, Russell Webb, Mark Spitz und Kenneth Walsh siegte mit fast fünf Sekunden Vorsprung auf die Kanadier, die Brasilianer erhielten die Bronzemedaille.
Während Russell, Spitz und Walsh im Jahr danach Staffel-Olympiasieger im Schwimmen wurden, nahm Webb mit der Wasserball-Mannschaft der Vereinigten Staaten an den Olympischen Spielen 1968 in Mexiko-Stadt teil. Dort belegte das Team aus den Vereinigten Staaten in der Vorrunde den dritten Platz. In der Platzierungsrunde erreichte die Mannschaft den fünften Platz. Webb warf während des Turniers sechs Tore, davon drei beim 10:7 im Vorrundenspiel gegen Spanien.
Vier Jahre später beim olympischen Wasserballturnier 1972 in München gewann das US-Team seine Vorrundengruppe vor den Jugoslawen. In der Finalrunde sicherte sich die Mannschaft aus der Sowjetunion die Goldmedaille vor den Ungarn, dahinter gewannen die Amerikaner die Bronzemedaille. Webb erzielte im Turnierverlauf fünf Tore.
Russell Webb besuchte zunächst die Fullerton High School und dann die UCLA, wo er 1967 graduierte. Im Verein spielte er beim Phillips 66 Water Polo Club in Long Beach.